# موشک آبی

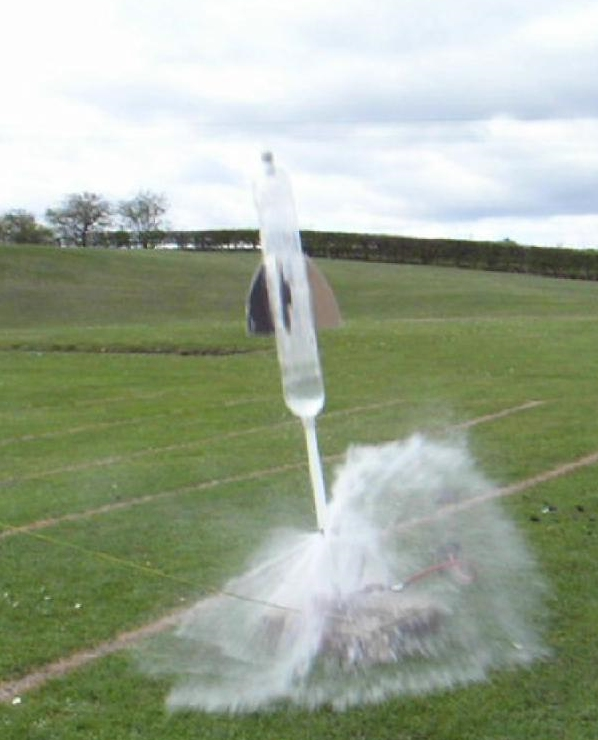
موشک آبی

نوعی از موشک مدل با استفاده از آب به عنوان آن جرم واکنش. آب توسط یک‌هوا تحت فشار و به‌طور معمول هوای فشرده خارج می‌شود. 

## پرتاب موشک آب
موشک آب نوعی از موشک مدل با استفاده از آب به عنوان آن جرم واکنش. آب توسط یک گاز تحت فشار و به‌طور معمول هوای فشرده خارج می‌شود. مانند همه موتورهای موشکی، براساس اصل قانون سوم حرکت نیوتن عمل می‌کند. سرگرمی‌های موشک آب معمولاً از یک یا چند بطری نوشابه پلاستیکی به عنوان مخزن تحت فشار راکت استفاده می‌کنند. طراحی‌های متنوعی از جمله راکت‌های چند مرحله ای امکان‌پذیر است. موشک‌های آب همچنین برای دستیابی به ارتفاعات رکورد جهانی از مواد کامپوزیتی ساخته شده‌اند.

## عمل
۱) حباب هوا فشرده شده اضافه می‌شود و محتویات بطری را تحت فشار قرار می‌دهد. ۲) بطری از پمپ رها می‌شود. ۳) آب توسط هوای فشرده شده از طریق نازل بیرون می‌آید. ۴) بطری از آب دور می‌شود زیرا این قانون از قانون سوم نیوتن پیروی می‌کند.
بطری تا حدی پر از آب شده و آب‌بندی شده‌است. بطری سپس با گاز تحت فشار قرار می‌گیرد، معمولاً هوا از پمپ دوچرخه، کمپرسور هوا یا سیلندر تا 125 psi فشرده می‌شود، اما گاهی اوقات CO 2 یا نیتروژن از یک سیلندر.
پرتاب بطری بدون مخروط بینی یا باله.
پرتاب موشک آب. این موشک در اوج خود است و هیچ آب درون آن وجود ندارد.
آب و گاز به صورت ترکیبی مورد استفاده قرار می‌گیرند، زیرا گاز وسیله ای برای صرفه جویی در مصرف انرژی است، زیرا این ماده قابل فشرده سازی است و آب باعث افزایش کسر جرم پیشرانه می‌شود و در هنگام بیرون کشیدن از نازل موشک نیروی بیشتری ایجاد می‌کند. بعضی اوقات مواد افزودنی با آب ترکیب می‌شوند تا عملکرد به روش‌های مختلفی تقویت شود. به عنوان مثال: نمک را می‌توان اضافه کرد تا تراکم جرم واکنش افزایش یابد و منجر به یک ضربه خاص خاص شود. صابون همچنین گاهی اوقات برای ایجاد فوم متراکم در موشک استفاده می‌شود که تراکم توده واکنش اخراج شده را کاهش می‌دهد اما باعث افزایش طول رانش می‌شود.
سپس مهر و موم شده بر روی نازل موشک رها شده و بیرون آمدن سریع آب با سرعت زیاد رخ می‌دهد تا زمانی که از پیشرانه استفاده شده و فشار هوا در داخل موشک به فشار اتمسفر کاهش یابد. براساس قانون سوم نیوتن یک نیرو خالص ایجاد شده در این موشک وجود دارد. از این رو اخراج آب می‌تواند باعث شود تا موشک از فاصله قابل توجهی در هوا عبور کند.
علاوه بر ملاحظات آیرودینامیکی، ارتفاع و مدت پرواز به حجم آب، فشار اولیه، اندازه نازل موشک و وزن تخلیه شده موشک نیز بستگی دارد. رابطه بین این عوامل پیچیده‌است و چندین شبیه‌ساز برای کشف این و سایر عوامل نوشته شده‌است.
غالباً مخزن فشار از یک یا چند بطری نوشابه پلاستیکی استفاده شده ساخته شده‌است، اما از روکش‌های لوله ای فلورسنت پلی کربنات، لوله‌های پلاستیکی و دیگر کشتی‌های استوانه ای مقاوم به فشار سبک نیز استفاده شده‌است.

## عناصر
بطری
دو موشک چند بطری با گربه برای مقیاس.
موشک چند بطری بزرگتر با باله‌های استوانه ای.
به‌طور معمول یک پلی اتیلن ترفتالات (PET) گازدار نوشابه بطری به عنوان مخازن تحت فشار عمل می‌کند. راکت‌های چند بطری با پیوستن دو یا چند بطری به هر یک از روش‌های مختلف ایجاد می‌شوند. بطری‌ها را می‌توان از طریق نازل‌های آنها به هم متصل کرد، با جدا کردن آنها و کشیدن بخش‌ها روی یکدیگر، یا اتصال آنها به بازکردن به پایین، ایجاد زنجیره ای برای افزایش حجم، این پیچیدگی را افزایش می‌دهد و افزایش حجم آن باعث افزایش وزن می‌شود، اما با افزایش مدت زمان رانش موشک جبران می‌شود.
موشک‌های چند مرحله ای بسیار پیچیده‌تر هستند. اینها شامل دو یا چند موشک است که در بالای یکدیگر انباشته شده‌اند، طراحی شده‌اند تا در هنگام هوا پرتاب شوند، دقیقاً مانند موشک‌های چند مرحله ای که برای ارسال بارهای سنگین به فضا استفاده می‌شوند.
گاز
چندین روش برای فشار دادن یک موشک آب استفاده می‌شود از جمله:
یک پمپ تایر دوچرخه / ماشین استاندارد، قادر به دستیابی به حداقل 75 psi (520 kPa).
فشار آب وادار کردن تمام هوا در شلنگ آب خالی به داخل راکت. فشار همانند آب اصلی است.
یک کمپرسور هوا، مانند مواردی که در کارگاه‌ها برای تأمین تجهیزات و ابزارهای پنوماتیک استفاده می‌شود. تغییر کمپرسور فشار قوی (بیش از ۱۵ بار در فشار / 1500 kPa / 200 psi) برای کار به عنوان منبع انرژی راکت آب می‌تواند خطرناک باشد، همان‌طور که می‌تواند با استفاده از گازهای فشار قوی از سیلندرها.
گازهای فشرده شده در بطری‌ها، مانند دی‌اکسید کربن (CO 2)، هوا و گاز ازت (N 2). مثالها شامل CO 2 در سیلندرهای پینت بال و هوا در سیلندرهای صنعتی و SCUBA است. با استفاده از گازهای بطری باید مراقب باشید: با افزایش گاز فشرده شده، آن را خنک می‌کند (به قوانین مربوط به گاز مراجعه کنید) و اجزای موشک نیز خنک می‌شوند. برخی از مواد مانند PVC و ABS هنگام سرد شدن شدید می‌توانند شکننده و ضعیف شوند. از شیلنگ‌های هوا طولانی برای حفظ فاصله ایمن و از فشارسنج‌ها (معروف به مانومتر) و شیرهای ایمنی استفاده می شودبه طور معمول در تأسیسات پرتابگر مورد استفاده قرار می‌گیرند تا از راکت‌های بیش از حد فشار نیاورند و آنها را قبل از پرتاب منفجر کنند. گازهای تحت فشار زیادی از قبیل آنهایی که در سیلندرهای غواصی یا مخازن از تأمین کنندگان گاز صنعتی استفاده می‌شوند فقط باید توسط اپراتورهای آموزش دیده استفاده شوند و این گاز باید از طریق دستگاه تنظیم کننده (مانند مرحله اول SCUBA) به موشک تحویل داده شود. کلیه کانتینرهای گاز فشرده شده در اکثر کشورها مطابق قوانین محلی، ایالتی و کشوری هستند و باید به‌طور دوره ای توسط یک مرکز آزمایش معتبر آزمایش شوند.
تصعب گاز دی‌اکسید کربن از یخ خشک. یخ خشک پس از تصویب ۸۰۰ بار در حجم گسترش می‌یابد. یک درپوش لاستیکی شماره ۳ به زور در گردن یک بطری پلاستیکی دو لیتری که بخشی از آن پر از آب است وارد شده‌است. فشار به اندازه کافی ایجاد می‌شود تا جلوی درزگیر را بگیرد.
احتراق مخلوطی از گازهای منفجره در بالای آب موجود در بطری. انفجار فشار برای پرتاب موشک به هوا را ایجاد می‌کند. 
نازل
نازل‌های موشک آب از نظر نازل‌های موشک احتراق معمولی با این تفاوت که بخش واگرا ندارند مانند در نازل De Laval. از آنجا که آب در اصل غیرقابل فشردگی است، بخش واگرایی به راندمان کمک نمی‌کند و در واقع می‌تواند عملکرد را بدتر کند.
دو کلاس اصلی نازل موشک آب وجود دارد:
گسترش نیز گاهی اوقات به عنوان «استاندارد» یا «کامل با مته سوراخ کردن» داشتن قطر داخل ~ 22mm ماده است که استاندارد بطری نوشابه بازگردن.
محدود شده‌است که هر چیزی کوچکتر از "استاندارد" است. یک نازل محدود دارای قطر داخلی ۹ میلی‌متر است و به "نازل Gardena" معروف است که پس از اتصال سریع شلنگ باغ مشترک برای ساخت آنها استفاده می‌شود.
اندازه نازل بر نیروی رانش موشک تأثیر می‌گذارد. نازل‌های با قطر بزرگتر شتاب سریع تری را با یک مرحله رانش کوتاه‌تر فراهم می‌کنند، در حالی که نازل‌های کوچکتر شتاب کمتری را با یک مرحله رانش طولانی‌تر فراهم می‌کنند.
پره‌ها
با پایین آمدن سطح پروانه در موشک، ابتدا مرکز جرم به سمت پایین حرکت می‌کند تا سرانجام دوباره به سمت بالا به سمت پایین حرکت کنیم. این حرکت اولیه پایداری را کاهش می‌دهد و می‌تواند باعث شود تا موشک‌های آب از انتها شروع به ریزش کنند، حداکثر سرعت و در نتیجه طول سر خوردگی را کاهش می‌دهد (زمان پرواز موشک در زیر حرکت خود).
برای پایین آوردن مرکز فشار و افزودن ثبات، باله‌ها یا دیگر تثبیت کننده‌ها می‌توانند اضافه شوند که مرکز عقب کشیدن را به عقب برگرداند، دقیقاً پشت مرکز جرم در همه زمان‌ها. تثبیت کننده‌ها از هر نوع به‌طور معمول در نزدیکی پشت بطری که مرکز جرم در آن قرار دارد قرار می‌گیرند. افزایش پایداری که باله‌های طراحی شده به آن می‌دهند ارزش اضافی دارد و به حداکثر رساندن قد پرواز موشک کمک می‌کند. 
سیستم‌های فرود
باله‌های تثبیت شده باعث می‌شود که موشک‌ها از ابتدا پرواز کنند که سرعت قابل توجهی بیشتر خواهد داشت، اما همچنین باعث می‌شوند که سرعت آن به سرعت قابل توجهی بالاتر از آن باشد که اگر به زمین بیفتد سقوط کند و این ممکن است به موشک یا هر کس یا هر چیز دیگری آسیب برساند. به هنگام فرود حمله می‌کند.
بعضی از راکت‌های آب دارای چتر نجات یا سیستم ریکاوری دیگری هستند تا از بروز مشکلات جلوگیری کنند. با این حال این سیستم‌ها می‌توانند از نقص عملکرد رنج ببرند. این اغلب هنگام طراحی راکت به حساب می‌آید. لاستیک ضربه گیر، ناحیه‌های ضربه گیر، و شیوه راه اندازی امن را می‌توان مورد استفاده برای به حداقل رساندن آسیب و صدمه ناشی از یک موشک در حال سقوط.
یکی دیگر از سیستم‌های بازیابی احتمالی شامل استفاده از باله‌های موشک برای کند شدن نزول آن است و گاهی اوقات به عنوان کشویی به عقب نیز گفته می‌شود. با افزایش اندازه باله، کشش بیشتری ایجاد می‌شود. اگر مرکز جرم در قسمت جلوی باله‌ها قرار گیرد، موشک شیرجه بینی می‌شود. در مورد موشک‌های فوق‌العاده خاموش یا پشتی، این موشک به گونه ای طراحی شده‌است که رابطه بین مرکز ثقل و مرکز فشار موشک خالی باعث می‌شود که تمایل ناشی از ریز موشک به نوک بینی خنثی نشود. با مقاومت هوا از بدن بلند که باعث سقوط آن می‌شود، و در نتیجه موشک به آرامی سقوط می‌کند. 
لوله‌ها را راه اندازی کنید
برخی از راکت اندازهای آب از لوله‌های پرتاب استفاده می‌کنند. یک لوله پرتاب درون نازل موشک قرار می‌گیرد و به سمت بالا به سمت بینی امتداد می‌یابد. لوله پرتاب به زمین لنگر می‌خورد. با شروع شتاب موشک به سمت بالا، لوله پرتاب نازل را مسدود می‌کند، و تا زمانی که موشک از لوله پرتاب خارج نشود، آب کمی بیرون می‌رود. این امکان تبدیل تقریباً کارآمد انرژی پتانسیل موجود در هوای فشرده شده به انرژی جنبشی و انرژی پتانسیل گرانشی موشک و آب را فراهم می‌آورد. راندمان بالا در مرحله اولیه پرتاب مهم است، زیرا موتورهای موشک در سرعت‌های کم حداقل کارایی دارند؛ بنابراین یک لوله پرتاب سرعت و ارتفاع به‌دست آمده توسط موشک را به میزان قابل توجهی افزایش می‌دهد. لوله‌های پرتاب هنگامی که از موشک‌های طولانی استفاده می‌شوند، می‌توانند مؤثر باشند، که می‌توانند لوله‌های پرتاب طولانی را در خود جای دهند.

## مسابقات
انجمن جهانی ضبط آب موشک یک انجمن جهانی است که مسابقات را برای رکوردهای ارتفاعی شامل موشک‌های آب تک مرحله و چند مرحله، یک مسابقه طول پرواز و مسابقات سرعت یا مسافت برای اتومبیل‌های موشکی با آب اجرا می‌کند.
مسابقات محلی بسیاری از انواع مختلف برگزار می‌شود، از جمله:
در اسکاتلند، اسکار Swigelhoffer Trophy یک مسابقه Aquajet (موشک آب) است که در هفته بین‌المللی موشک‌های موشکی در لارگس یا در نزدیکی Paisley برگزار می‌شود و توسط STAAR Research از طریق جان بونسور برگزار می‌شود. این مسابقه به اواسط دهه ۱۹۸۰ برمی گردد، که توسط Paisley Rocketeers که از دهه ۱۹۳۰ در موشک‌های آماتور فعال بودند، برگزار می‌شود. این جایزه به نام بنیانگذار فقید ASTRA، اسکار Swiglehoffer، که همچنین دوست شخصی و دانش آموز هرمان اوبرت نامگذاری شده‌است، یکی از بنیانگذاران موشک این مسابقات شامل پرواز تیمی از راکت‌های آب تحت فشار و زاویه پرواز توافق شده‌است. هر تیم از شش راکت تشکیل شده‌است که در دو پرواز پرواز می‌شوند. مسافت بیشتر برای هر موشک در طول دو پرواز ثبت شده‌است و مسافت تیم نهایی جمع می‌شود که تیم برنده بیشترین فاصله را دارد. برنده سال 2007 ASTRA بود.
در انگلستان، بزرگ‌ترین مسابقه موشک‌های آبی در حال حاضر آزمایشگاه فیزیکی سالانه Water  Rocket است. این رقابت برای اولین بار در سال ۲۰۰۱ برای عموم افتتاح شد و حدود ۶۰ تیم محدود است. این مدرسه دارای مدارس و دسته‌های باز است و در انواع «کار» و تیم‌های خصوصی شرکت می‌کند، برخی از آنها به خارج از کشور سفر می‌کنند. قوانین و اهداف این رقابت از سال به سال دیگر متفاوت است.
در آلمان، قدیمی‌ترین و محبوب‌ترین مسابقه موشک‌های آبی، مسابقه موشک‌های آبی و آزمایشی Freestyle-Physics است. این مسابقه بخشی از بخش بزرگی از یک مسابقه فیزیک دانشجویی است که در آن دانش آموزان وظیفه دارند ماشین‌های مختلفی بسازند و آنها را در مسابقات رقابتی وارد کنند.
در ایالات متحده، المپیاد علوم نیز برای شرکت کنندگان در سن مدرسه ابتدایی، رویداد موشک آب برگزار می‌کند.
در پاکستان یک مسابقه موشک آب هر سال در برگزار می‌شود هفته فضایی جهانی توسط Suparco مؤسسه آموزش فنی (SITT) که در آن مدارس مختلف از سراسر بخشی پاکستان.
در اوکراین، مسابقه موشک‌های آبی [۱۶] همه ساله در مرکز فناوری‌های نوآورانه در آموزش و پرورش [17] (CITE) برگزار می‌شود؛ و مدارس از سراسر اوکراین شرکت می‌کنند. طراحی موشک‌ها به‌صورت استاندارد است. [۱۸] این رقابت باعث جمع‌آوری انتخابی پسماندهای خشک جامد در مدارس می‌شود.
در روسیه، موشک واتر.

## سوابق جهانی
عکس Apogee که توسط دوربین فیلمبرداری مادربورد گرفته شده از رکورد واترتس Water Water X-12 با شکستن موشک X-12 Water در ارتفاع ۲٬۰۶۸ پا (۶۳۰ متر) گرفته شده‌است.
رکورد گینس راه اندازی‌ترین راکت آب توسط برگزار کونگ Yik او دبیرستان که در ۷ دسامبر سال ۲۰۱۳، آنها ۱۰۵۶ از آنها در همان زمان با دانش آموزان مدرسه ابتدایی در راه اندازی شد، با هم قلع شویی وای، هنگ کنگ. 
رکورد فعلی برای بیشترین ارتفاع حاصل از موشک پرتاب آب و هوا ۲۷۲۳ پا (۸۳۰ متر)، توسط دانشگاه کیپ تاون، در ۲۶ اوت ۲۰۱۵ به دست آمده‌است، بیش از رکورد قبلی ۲۰۰۷ ۲۰۴۴ پا (۶۲۳ متر) توسط راکت‌های واتر ایالات متحده برگزار شد. این موشک همچنین به عنوان بخشی از تأیید مورد نیاز توسط قوانین مسابقه، یک دوربین فیلمبرداری با عنوان بارگذاری نیز داشت.

## راکت‌های آب گرم
موشک بخار، یا «موشک آب گرم»، یک موشک است که با استفاده از آب در یک برگزار می‌شود مخازن تحت فشار در درجه حرارت بالا، و که تولید محوری از طریق این به عنوان بخار از طریق یک نازل موشک منتشر شده‌است.